# Miss Universe Hungary
Nem tévesztendő össze a következőkkel: Miss Hungary, Miss World Hungary, Miss Earth Hungary és Miss International Hungary
A Miss Universe Hungary egy évenkénti megrendezésű magyar szépségverseny, melynek célja, hogy magyar versenyzőt küldjön a Miss Universe nemzetközi szépségversenyre. Az első versenyt 1992-ben tartották meg, győztese Patkó Dóra volt. A cím jelenlegi birtokosa Kenéz Nóra.
2008 és 2010 között a versenyt A Királynő című show-műsor keretében rendezték meg, melyen a győztes a Miss World Hungary címet nyerte el, a második helyezett a Miss Universe Hungary cím birtokosa, míg a harmadik helyezett kapta a Miss Earth Hungary címet. 2011-ben A Szépségkirálynő című show-műsor keretében rendezték meg a versenyt, ismét összevonva a Miss World Hungary és Miss Earth Hungary versenyekkel.
A Miss Universe versenyen a legjobb eredményt Konkoly Ágnes érte el 2012-ben, ekkor a legjobb 10 közé jutott.
A Miss Universe Hungary versenyt 2023-ban ismét megrendezik Magyarországon, versenyigazgatója Dr. Özer Nóra.

## Története
Az első versenyt 1992-ben rendezték meg. Ebben az évben vásárolta meg a Miss Universe licencet Fásy Ádám versenyigazgató. Csak olyan országok küldhetnek versenyzőt a nemzetközi döntőbe, amelyek ezt a licence-t megvásárolják, és vállalják, hogy az abban leírtaknak megfelelően választják meg az adott ország küldöttjét.
A részvétel fő feltételei, hogy az országos győztes életkorának 17 és 26 év között kell lennie, nem lehet férjezett, elvált vagy özvegy, és nem lehet gyermeke. További kizáró ok a verseny imázsába nem illő fotók és filmek létezése. Ez többnyire ruhátlan képeket és pornófelvételeket jelent.
2005-ben a verseny szervezőjét, Fásy Ádámot különdíjjal jutalmazták 15 éves szervezőmunkája elismeréséül. A díjat az az évi világversenyen, Bangkokban adták át.
2006 volt az első év, amikor magyar versenyzőnek sikerült bejutnia a világverseny középdöntősei közé. Azóta 2008-ban sikerült újra a magyar versenyzőnek továbbjutnia.
2006-ban Fásy Ádám mint versenyigazgató visszavonult, és a verseny megrendezésének jogát átadta a Magyarország Szépe Kft.-nek, azonban ő maga résztulajdonosa a cégnek és tanácsadóként továbbra is közreműködik az esemény lebonyolításában.
2008 májusában a versenyt összevontan rendezték meg a Miss World Hungary versennyel, mivel mindkét rendezvény licencének a tulajdonosa a Magyarország Szépe Kft. lett, és A Királynő címmel nagyszabású, az RTL Klub tévécsatornán élőben közvetített show-műsor keretében koronázták meg a 3 győztest: Miss Universe Hungary, Miss World Hungary és Miss Earth Hungary néven. A szabályok szerint A Királynő győztese a Miss World Hungary cím birtokosa, a második helyezett kapja a Miss Universe Hungary címet. 2009-ben és 2010-ben a Miss Universe Hungaryt újra A Királynő címmel rendezték meg ugyanazok a szervezők.
2011-ben a versenynek új televíziós szponzora lett: a TV2 csatorna, a show-műsor nevét A Szépségkirálynőre változtatták, de a formátuma ugyanaz maradt. A győztes a Miss World, a helyezettek a Miss Universe és a Miss Earth versenyeken képviselik Magyarországot.
2013 májusában Hajdú Péter cége, a Frizbi Entertainment Kft. megvásárolta a Magyarország Szépe Kft-t, ez utóbbi új ügyvezetője Hajdú felesége, Sarka Kata lett.

### Érdekességek

#### Többször versenyzők
Egyes versenyzők többször is megpróbálkoznak a cím elnyerésével:
- Budai Zsuzsa: 2009 (győzelem), 2008 (döntős, betegség miatt visszalépett)
- Konkoly Ágnes: 2012 (győzelem), 2011 (legjobb 10)

#### Más versenyek győztesei a mezőnyben
A versenyen részt vettek olyan versenyzők is, akik más országos rendezésű szépségversenyt is megnyertek.
- Bodri Krisztina: Miss Universe Hungary 2004 döntős, Miss World Hungary 2007 győztes
- Dammak Jázmin: Miss Universe Hungary 2008 győztes, Miss Hungary 1999 győztes, Miss Balaton 2007 2. helyezett

## Győztesek
A táblázat a verseny győztesét és a Miss Universe versenyen elért eredményét mutatja.
| Év   | Miss Universe Hungary             | Életkor és lakóhely | Eredmény          |
| ---- | --------------------------------- | ------------------- | ----------------- |
| 1992 | Patkó Dóra                        | Eger                | -                 |
| 1993 | Pardy Zsanna                      | Balatonfüred        | -                 |
| 1994 | Fórián Szilvia                    | Karcag              | -                 |
| 1995 | Harsányi Andrea                   | Győr                | -                 |
| 1996 | Deák Andrea                       | Budapest            | -                 |
| 1997 | Kecán Ildikó                      | Debrecen            | -                 |
| 1998 | Nagy Ágnes                        | Debrecen            | -                 |
| 1999 | Garami Anett                      | Soltvadkert         | -                 |
| 2000 | Nagy Ágnes helyette Kiss Izabella |                     | -                 |
| 2001 | Helbert Ágnes                     | Veszprém            | -                 |
| 2002 | Friedl Edit                       | Budapest            | -                 |
| 2003 | Tomozi Viktória                   | Budapest            | -                 |
| 2004 | Bakos Blanka                      | 19, Ibrány          | -                 |
| 2005 | Proksa Szandra                    | 22, Siófok          | -                 |
| 2006 | Bende Adrienn                     | 20, Budapest        | TOP20 középdöntős |
| 2007 | Bóna Ildikó                       | Kaposvár            | -                 |
| 2008 | Dammak Jázmin                     | Budapest            | TOP15 középdöntős |
| 2009 | Budai Zsuzsa                      | Budapest            | -                 |
| 2010 | Babinyecz Tímea                   | 19, Szeged          | -                 |
| 2011 | Lipcsei Betta                     | 23, Szarvas         | -                 |
| 2012 | Konkoly Ágnes                     | Szeremle            | TOP10 középdöntős |
| 2013 | Kárpáti Rebeka                    | Budapest            |                   |
| 2014 | Kelemen Henrietta                 | Albertirsa          |                   |
| 2015 | Nagy Nikoletta                    | Miskolc             |                   |
| 2016 | Bódizs Veronika                   | Budapest            |                   |

2018 Kecskés Enikő                                                                            Top 20
2021. Jázmin Viktória Elizabet
2023. Blága Tünde
2024. Kenéz Nóra
- Versenyek

### 1992
Ebben az évben rendezték meg először a Miss Universe Hungary versenyt.
A győztes a Thaiföldön, 1992. május 8-án megrendezett világversenyen képviselte Magyarországot.
| Helyszín                  | Időpont | Résztvevők száma | Győztes    | 2. helyezett | 3. helyezett       |
| ------------------------- | ------- | ---------------- | ---------- | ------------ | ------------------ |
| Békéscsaba, Jókai Színház | 1992. ? | 15               | Patkó Dóra | Kovács Zita  | ?Klemann Krisztina |

Többi résztvevő: Agócs Andrea, Balázs Krisztina, Benke Dóra, Börcsök Éva, Dajka Éva, Dorogi Ildikó, Gedai Erika, Hajas Henriett Zita, Karkus Erika, Konkoly-Thege Réka, Kovács Veronika, Sárkány Krisztina
Zsűri: Sík Ferenc, Kállay Ferenc
Közönségdíj: Patkó Dóra

### 1993
A győztes a Mexikóban, 1993. május 21-én megrendezett világversenyen képviselte Magyarországot.
| Helyszín | Időpont | Résztvevők száma | Győztes      | 2. helyezett szűcs hajnalka | 3. helyezett        |
| -------- | ------- | ---------------- | ------------ | --------------------------- | ------------------- |
| Budapest | 1993. ? | 20               | Pardy Zsanna | Szűcs Hajnalka              | Kakas Edit[forrás?] |

Közönségdíj: Zsibrita Mónika ( Békéscsaba)
Döntősök: Pardy Zsanna ( Balatonfüred), Gyurácz Eszter ( Budapest), Szűcs Hajnalka ( Veszprém), Répási Anita ( Veszprém) , Agócs Andrea ( Szolnok), Sári Renáta ( Hajdúböszörmény), Kapuvári Judit Ildikó ( Kazincbarcika), Király Edina ( Rohod), Vass Erika ( Nagykálló), Nagy Mónika ( Debrecen), Kakas Edit ( Pécs), Kis Virág( Pécs), Kúsz Krisztina ( Pécs), Sulyok Virág ( Szombathely), Ebergényi Edit ( Szombathely), Fülöp Mónika ( Celldömölk), Kakuja Eszter ( Batida), Kozák Beáta ( Gyula), Kovács Klára ( Mezőkovácsháza), Zsibrita Mónika ( Békéscsaba)

### 1994
A győztes a Fülöp-szigeteken, 1994. május 20-án megrendezett világversenyen képviselte Magyarországot.
| Helyszín                  | Időpont            | Résztvevők száma | Győztes        | 2. helyezett          | 3. helyezett |
| ------------------------- | ------------------ | ---------------- | -------------- | --------------------- | ------------ |
| Veszprém, Helyőrségi Klub | 1994. december 10. | 20               | Fórián Szilvia | Palkovics Zita Eszter | Sebők Éva    |

### 1995
A győztes a Namíbiában, 1995. május 12-én megrendezett világversenyen képviselte Magyarországot.
| Helyszín | Időpont | Résztvevők száma | Győztes         | 2. helyezett Dallos Krisztina | 3. helyezett Darvai Tünde |
| -------- | ------- | ---------------- | --------------- | ----------------------------- | ------------------------- |
| ?        | 1995. ? | 16               | Harsányi Andrea | Dallos Krisztina              | Darvai Tünde              |

Többi résztvevő: Berkes Henrietta, Bizek Szilvia, Csaba Gabriella, Fejérdi Ildikó, Kakas Zsuzsanna, Kapási Tímea, Koczka Krisztina, Légrádi Petra, Makai Beáta, Szántó Zsuzsanna, Tandi Orsolya, Török Ildikó, Zöldi Ágota

### 1996
A győztes a Las Vegasban, 1996. május 17-én megrendezett világversenyen képviselte Magyarországot.
| Helyszín | Időpont | Résztvevők száma | Győztes     | 2. helyezett | 3. helyezett     |
| -------- | ------- | ---------------- | ----------- | ------------ | ---------------- |
| ?        | 1996. ? | ?                | Deák Andrea | Bába Adrienn | Mwajas Mercédesz |

IV. Ács Hajnalka

### 1997
A győztes a Floridában, 1997. május 16-án megrendezett világversenyen képviselte Magyarországot.
| Helyszín | Időpont | Résztvevők száma | Győztes      | 2. helyezett  | 3. helyezett  |
| -------- | ------- | ---------------- | ------------ | ------------- | ------------- |
| ?        | 1997. ? | 21               | Kecán Ildikó | Tóth Angelika | Csősz Ájszula |

közönségdíj: Kun Gabriella
Top 21: Arnóczky Noémi, Dankai Erika, Fekete Anita, Fekete Mónika, Hajdú Andrea, Hegedűs Zita, Horváth Éva, Horváth Jolán, Juhász Judit, Klinger Rita, Kövesdi Éva, Kuchta Judit, Makai Éva, Mészáros Judit, Oszfolk Emese, Simon Ildikó, Vasas Henrietta

### 1998
A győztes a Hawaii szigetén, 1998. május 12-én megrendezett világversenyen képviselte Magyarországot.
| Helyszín | Időpont | Résztvevők száma | Győztes    | 2. helyezett | 3. helyezett   |
| -------- | ------- | ---------------- | ---------- | ------------ | -------------- |
| ?        | 1998. ? | 14               | Nagy Ágnes | Petes Erika  | File Gabriella |

Csatári Adrienn, Csendes Krisztina, Kubinszki Ildikó, Nagy-Bana Zsanett, Nemes Márta, Priskin Petra

### 1999
A győztes a Trinidad és Tobagón, 1999. május 26-án megrendezett világversenyen képviselte Magyarországot.
| Helyszín | Időpont | Résztvevők száma | Győztes      | 2. helyezett | 3. helyezett  |
| -------- | ------- | ---------------- | ------------ | ------------ | ------------- |
| ?        | 1999. ? | 14               | Garami Anett | Balogh Nóra  | ?Pintér Fanni |

Többi résztvevő: Béres Zsuzsanna, Katona Renáta, Koncz Edina, Krusch Tímea, Nagy-Bana Zsanett, Nyilas Edina, Sándor Orsolya, Siska Bernadett, Szöllősi Bernadett, Trella Tímea, Veres Anita

### 2000
A győztes a Cipruson, 2000. május 12-én megrendezett világversenyen képviselte volna Magyarországot, de helyette Kis Izabella vett részt a rendezvényen.
| Helyszín                | Időpont       | Résztvevők száma | Győztes    | 2. helyezett  | 3. helyezett    |
| ----------------------- | ------------- | ---------------- | ---------- | ------------- | --------------- |
| Budapest Thália Színház | 1999 December | 13               | Nagy Ágnes | Kiss Izabella | Jónás Gabriella |

### 2001
A győztes a Puerto Ricóban, 2001. május 11-én megrendezett világversenyen képviselte Magyarországot.
| Helyszín | Időpont | Résztvevők száma | Győztes       | 2. helyezett  | 3. helyezett  |
| -------- | ------- | ---------------- | ------------- | ------------- | ------------- |
| ?        | 2001. ? | 17               | Helbert Ágnes | Horváth Judit | Rácz Marianna |

Zsűri: Szenes Andrea,
Fellépő művészek: Apostol együttes, Lui
közönségdíj: Rácz Marianna,
Többi résztvevő:Sabján Judit, Szekér Zsuzsanna, Novák Ágnes, Ebergényi Réka, Börönte Andrea, Hévizi Bernadett, Pungor Renáta, Egyedi Szilvia, Pálfalvi Petra, Somi Nikolett, Ambrus Éva, Debreceni Zita, Sándor Szilvia, Kapronczai Franciska.

### 2002
A 11. Miss Universe Hungary verseny két vidéki elődöntőjét Nyíregyházán és Debrecenben rendezték meg. A nyíregyházi verseny győztese Lovász Beáta, a debrecenié Vörös Mária lett. Ebben az évben a Miss Universe Hungary partner-szépségversenye volt a Miss Futball Hungary-választás, melynek 3 győztese automatikusan bejutott a Miss Universe Hungary döntőbe. A 19 döntőbe jutott szépség Nagykovácsiban vett részt egy 10 napos felkészítőtáboron, ahol a színpadi mozgást és a koreográfiát tanulták, ruhapróbákon, fotózásokon és filmezéseken vettek részt, valamint Temesváry Károly sminkmester és Zsidró Tamás mesterfodrász segítségével készültek a döntőre. A verseny fődíja egy Fiat személygépkocsi volt.
A döntőt Budapesten rendezték meg a Kaméleon Klub Mulatóban. A verseny történetében először fordult elő, hogy a döntőt a Magyar Televízió élőben közvetítette. A közvetítés alatt a nézők telefonon szavazhattak a közönségdíjasra. A döntő árbevételét jótékonysági célra, a Biztonságos Magyarországért Közalapítvány számára ajánlották fel.
A győztes a Puerto Ricoban, 2002. május 29-én megrendezett világversenyen képviselte Magyarországot, de nem ért el helyezést.
| Helyszín                       | Időpont           | Résztvevők száma | Győztes     | 2. helyezett | 3. helyezett      |
| ------------------------------ | ----------------- | ---------------- | ----------- | ------------ | ----------------- |
| Budapest, Kaméleon Klub Mulató | 2002. február 22. | 19               | Friedl Edit | Lovász Beáta | Karcagi Gabriella |

Közönségdíjas: Friedl Edit
Zsűri: Mendreczky Károly, a Magyar Televízió elnöke; dr. Seffer István plasztikai sebész, Zsidró Tamás, Lasz Zoltán üzletember
Fellépő művészek: Lui, Kratelli Josephine, Komáromy István, Klemy, Mr. Rick, Bódi Guszti és a Nagyecsedi Fekete Szemek

### 2003
A versenyt Budapesten, az Operettszínházban rendezték meg.
A győztes a Panamában, 2003. június 3-án megrendezett világversenyen képviselte Magyarországot.
| Helyszín                 | Időpont       | Résztvevők száma | Győztes         | 2. helyezett       | 3. helyezett   |
| ------------------------ | ------------- | ---------------- | --------------- | ------------------ | -------------- |
| Budapest, Operettszínház | 2003. február | 20               | Tomozi Viktória | Lakatos Eszmeralda | Orbán Veronika |

### 2004
A verseny egyik elődöntőjét Miskolcon rendezték 19 versenyző részvételével 2003. november 7-én, egy másikat Kaposvárott tartottak október 18-án, ahonnan a 20 résztvevőből tízen jutottak a középdöntőbe, a harmadikat pedig Szegeden rendezték meg, 2003. december 6-án. A negyedik elődöntő Sopronban zajlott november 18-án, ahonnan eredetileg szintén tízen jutottak volna tovább, de a verseny főszervezője, Fásy Ádám olyan erősnek ítélte a mezőnyt, hogy minden versenyzőt továbbjuttatott a székesfehérvári középdöntőbe. Az ötödik elődöntőt Debrecenben rendezték meg december 2-án.
Az elődöntőből továbbjutottak számára középdöntőt szerveztek Székesfehérváron a Vörösmarty Színházban, 2004. január 16-án.
A döntőt Sopronban rendezték február 13-án. A felkészülés során, mely egy soproni szállodában zajlott, a versenyzők Walter Dezső, Sopron polgármesterének kíséretében egy tévékészüléket ajándékoztak a Halász utcai óvodának.
A döntőben, a 20 jelölt fürdőruhás és estélyi ruhás felvonulása után 4 versenyző közül kellett a zsűrinek kiválasztania a győztest, aki az Ecuadorban, 2004. június 1-jén megrendezett Miss Universe versenyen képviselte Magyarországot.
| Helyszín                     | Időpont           | Résztvevők száma | Győztes      | 2. helyezett   | 3. helyezett    |
| ---------------------------- | ----------------- | ---------------- | ------------ | -------------- | --------------- |
| Sopron, Kongresszusi Központ | 2004. február 13. | 20               | Bakos Blanka | Gyurján Csilla | Bodri Krisztina |

Többi résztvevő: Kerner Krisztina, Kelle Veronika, Józsa Gabriella, Balogh Tímea, Papp Zsuzsanna, Nemes Brigitta, Földi Bernadett, Fábián Adrienn, Pflanczer Nikolett, Földvári Szilvia, Orosz Judit, Cziczó Esztella, Kriszten Eszmeralda, Bagladi Bettina, Weibl Edit, Maloveczky Diána, Gajdácsi Szilvia
Zsűri:
Fellépő művészek: Groovehouse, Korda György és Balázs Klári, Dolly Roll, Mága Zoltán és az Angyalok

### 2005
A verseny elődöntőit Miskolcon tartották 2004. november 7-én és Debrecenben december 12-én. Az elődöntőkből továbbjutottak részére a középdöntőt Hajdúszoboszlón rendezték meg 2005. január 29-én.
A pécsi döntő felkészítőtáborát Harkányban rendezték be, ahol a döntő napjának délutánján a versenyzőknek intelligencia-tesztet is ki kellett tölteniük.
A győztes a Thaiföldön, 2005. május 31-én megrendezett Miss Universe versenyen képviselte Magyarországot. A versenyre egy egyedileg készített Szász Endre porcelánhegedűt vitt ajándékba, melyet egy jótékonysági rendezvényen elárvereztek. A befolyt összegeket a 2004-es cunami áldozatainak a javára ajánlották fel.
| Helyszín              | Időpont           | Résztvevők száma | Győztes        | 2. helyezett | 3. helyezett |
| --------------------- | ----------------- | ---------------- | -------------- | ------------ | ------------ |
| Pécs, Nemzeti Színház | 2005. február 14. | 17               | Proksa Szandra | Takács Judit | Kis Amanda   |

Többi résztvevő: Tamás Anikó, Király Mónika, Csuti Anita, Kiss Bianka, Papp Annamária, Tóth Angéla, Üveges Erika, Varnyú Vivien Éva, Nagy Tímea, Bakonyszegi Anna, Póta Andrea, Kovács Diána, Viola Szandra, Barna Viktória
Műsorvezető: Csisztu Zsuzsa
Fellépő művészek: Emilio, Oláh Ibolya, Roy és Ádám

### 2006
A verseny debreceni elődöntőjének győztese Török Nikolett volt. Nagykovácsiban került sor, 40 versenyző részvételével arra a középdöntőre, melynek során eldőlt, hogy Török mellett ki az a 16 fő, aki bejut a pécsi döntőbe. A szoros eredmények miatt a zsűri végül 21 versenyzőt választott ki továbbjutásra. Mivel a jelentkezési határidő lejárta után is több nevezés érkezett, számukra külön elődöntőt rendeztek Budapesten.
A döntőt Pécsett rendezték meg, a felkészülés a Hotel Pátriában zajlott. A verseny délutánján a résztvevőknek intelligencia-tesztet kellett kitölteniük, melynek az eredménye beleszámított a végső sorrendbe.
Ebben az évben sikerült először a magyar versenyzőnek bejutnia a Los Angelesben 2006. július 23-án megrendezett világverseny TOP20 középdöntőjébe.
| Helyszín                          | Időpont           | Résztvevők száma | Győztes       | 2. helyezett | 3. helyezett |
| --------------------------------- | ----------------- | ---------------- | ------------- | ------------ | ------------ |
| Pécs, Lauber Dezső Városi Stadion | 2006. április 15. | 22               | Bende Adrienn | Soós Anita   | Vígh Adrienn |

Többi résztvevő: Sipos Olivia, Simonyi Krisztina, Balogh Éva, Prokai Krisztina, Tóth Gabriella Veronika, Laib Réka Edit, Szappanos Kitty, Török Nikoletta, Lekov Ildikó, Valla Csilla, Nagy Adrienn Erika, Tóth Zsuzsa, Nyerges Judit, Farkas Edina, Polgár Ildikó, Katona Anikó, Panari Tímea Noémi, Kriston Viktória, Kelemen Nikolett
Műsorvezető: Csisztu Zsuzsa
Fellépő művészek: Fiesta együttes, Marcellina, a Grácia, Komonyi Zsuzsi, 3+2 zenekar, Afro Keguys Band és a Ritmo Latino.

### 2007
Fásy Ádám visszavonulása után a versenyt ebben az évben rendezte meg először a Magyarország Szépe Kft. Az alkalomra új koronát készíttettek, ami a hivatalos Miss Universe korona szinte pontos mása.
A versenyre több, mint ezren jelentkeztek. Az elődöntőket március 24-25-én tartották 150 résztvevővel. Az elődöntő zsűrijének tagja volt Laky Zsuzsanna, Miss Európa 2003 és Tóth Renáta, Miss World Hungary 2006, valamint egy koreográfus, fotós, stylist és sminkes. A döntőt április 14-én, a Millenáris Teátrumban rendezték meg, Budapesten.
A győztes 2007. május 28-án Mexikóban képviselte Magyarországot.
| Helyszín                     | Időpont           | Résztvevők száma | Győztes     | 2. helyezett  | 3. helyezett  |
| ---------------------------- | ----------------- | ---------------- | ----------- | ------------- | ------------- |
| Budapest, Millenáris Teátrum | 2007. április 14. | 21               | Bóna Ildikó | Sarka Katalin | Révai Katalin |

Többi résztvevő: Azharul Vanda, Bozorádi Linda, Budán Diána, Csiák Anna, Farkas Edina, Györgyi Renáta Katalin, Hornyák Gréta, Juhász Anikó, Nagy Adrienn Erika, Nagy Mónika, Panari Tímea Noémi, Pandzarisz Diána, Prépost Nóra, Rózsa Krisztina, Sallay Edina, Tolnai Eszter, Vagaszky Edina, Verner Adrienne
Különdíjak:
- Közönségdíj: Verner Adrienne
- Sky Europe mosolya: Révai Katalin
- Mary Cohr különdíj: Verner Adrienn
- Gigi különdíja: Pandzarisz Diána
- Blikk online közönségdíjasa: Farkas Edina

Zsűri: Schobert Norbert, Sütő Enikő, Ungár Anikó, Fenyő Iván, Bodrogi Gyula, Szipál Márton, Hagyó Miklós és mások
Műsorvezetők: Geszler Dorottya és Szántó Dávid

### 2008
A versenyt a Miss World Hungary versennyel összevonva, A Királynő címmel valóságshow-szerűen rendezte meg a Magyarország Szépe Kft. és az RTL Klub.
A versenyre több, mint 2000 hölgy jelentkezett, akik közül 400-at hívtak be válogatásra. Közülük 24-en utazhattak el a balatonkenesei felkészítőtáborba.
Az eredetileg 24 fős mezőnyből az eredeti tervek szerint 3 versenyzőt a zsűri szavazatai alapján kizártak volna a televíziós döntőn való részvételből, de mivel egy résztvevő betegségre hivatkozva visszalépett, ezért csak 2 versenyzőt szavaztak ki.
Sok külföldi szépségversenyhez hasonlóan ebben az évben a 22 fős mezőnyből kiválasztották az 5 legjobbnak ítélt versenyzőt (TOP5), akik közül – egy interjúsorozat után – kihirdették a győzteseket.
A Miss Universe Hungary cím győztese 2008. július 14-én, a Vietnámban megrendezett Miss Universe versenyen képviselte Magyarországot, ahol bejutott a TOP15 középdöntős közé.
| Helyszín                  | Időpont         | Résztvevők száma           | Győztes        | 2. helyezett  | 3. helyezett     |
| ------------------------- | --------------- | -------------------------- | -------------- | ------------- | ---------------- |
| RTL Klub, budafoki stúdió | 2008. május 22. | eredetileg 24, a döntőn 21 | Freire Szilvia | Dammak Jázmin | Polgár Krisztina |

TOP5: Freire Szilvia, Polgár Krisztina, Dobó Ági, Tepedelem Tímea
Többi résztvevő: Hoffmann Mariann, Kárnyáczki Laura, Graf Dóra Eszter, Budai Zsuzsa, Bencsik Emerencia, Auth Noémi, Gégény Nikoletta, Kisdeák Karin, Leszkó Ivett, Liszi Brigitta, Lukács Mercédesz, Mittler Patrícia, Nyakas Laura, Palácsik Tímea, Serdült Orsolya, Simonváros Dóra, Tóth Natália, Varga Mercédesz, Vladár Krisztina
Különdíjak:
- Közönségdíj:[49] Gégény Nikoletta

Zsűri,: Bodri Krisztina előző évi győztes; Medveczky Ilona táncművész, Csupó Gábor filmrendező, Sütő Enikő exmodell, üzletasszony, Détár Enikő színésznő, Kálomista Gábor filmproducer, Klinszky Gábor fotóművész, Szuper Levente
Műsorvezetők: Jáksó László és Stohl András

### 2009
A versenyt ebben az évben is a Miss World Hungary és a Miss Earth Hungary versenyekkel összevonva, A Királynő 2009 néven futó show-műsor keretében rendezte meg a Magyarország Szépe Kft. és az RTL Klub. A győztes a 2009. augusztus 23-án, a Bahama-szigeteken megrendezendő világversenyen képviselte Magyarországot.
A versenyre több, mint ezer nevezés érkezett, melyek közül 800 jelöltet hívtak be kétnapos előválogatásra, amit az RTL Klub székházában tartottak. Az előválogatásról 80 versenyző jutott a középdöntőbe, és onnan 24 jelölt az élőben közvetítendő május 21-i döntőbe. Az előző évhez hasonlóan a felkészítő tábor ideje alatt a 24 döntősből 3 versenyző kiesik.
Az elődöntő zsűrije: Hajas László mesterfodrász, Klinszky Gábor fotóművész, Jónás Kata sminkmester, Aipli Ágnes modell, Sarnyai Eszter modell valamint az RTL Klub és a Magyarország Szépe Kft. vezetői
A budapesti félkészítőtáborban a versenyzők 4 különdíjért versenyeztek. A Miss Talent, Miss Sport, Miss Bikini és Miss Charity címek birtokosai automatikusan bekerültek a közé a 21 versenyző közé, akik részt vehetnek a május 21-i döntőn. A különdíjak győzteseit május 13-án hirdették ki. A felkészülés alatt egy versenyzőt, Papp Zsófiát korábbi aktfotói miatt kizártak a versenyből, további két versenyző, Papp Lívia és Weiszdorn Szilvia pedig a verseny szabályai szerint kiesett.
| Helyszín                   | Időpont         | Résztvevők száma           | Győztes      |
| -------------------------- | --------------- | -------------------------- | ------------ |
| RTL Klub budafoki stúdiója | 2009. május 21. | eredetileg 24, a döntőn 21 | Budai Zsuzsa |

TOP7: Serdült Orsolya, Kocsis Korinna, dr. Kávássy Leila, Halász Beatrix, Winke Adrienn, Ágoston Dóra
Többi résztvevő: Ayree Claudia, Bázlik Dóra, Horváth Bettina, Horváth Tina, Huszárovics Dalma, Kovács Nóra, Krupa Judit, Maximovits Anett, Misik Renáta, Nádai Anikó, Németh Luca, Papp Lívia, Papp Zsófia, Regős Lili, Rettig Zita, Ster Erna, Weiszdorn Szilvia
Különdíjak:
- Miss Talent: dr. Kávássy Leila
- Miss Sport: Regős Lili
- Miss Charity: Winke Adrienn
- Miss Bikini: Serdült Orsolya
- Közönségdíj: Kocsis Korinna

Zsűri: Horváth Éva korábbi szépségkirálynő, Dobó Kata színésznő, Szabó Patrícia színésznő, Fehér Orsolya, az Atractiv Agency Modellügynökség vezetője, Ungár Anikó bűvész, Stohl András színész, Villám Géza, Klinszky Gábor fotós, Panti Péter újságíró, Gyulai Zoltán, a Magyarország Szépe Kft. egyik tulajdonosa, Kiss-Szigeti László, Maráczi Ákos, az Operabál szervezője
Műsorvezetők: Ördög Nóra és Hajós András
Fellépő művészek: Anti Fitness Club, Serbán Attila és Szabó Kimmel Tamás

### 2010
A versenyt – immáron harmadik éve – a Magyarország Szépe Kft. rendezte meg az RTL Klubbal közösen, A Királynő című show-műsor keretében, ahol a Miss World Hungary és Miss Earth Hungary díjakat is kiosztották.
Az elődöntőt 2010. március 29-31-én tartották az RTL Klub székházában, közel 2000 jelentkező részvételével. Az elődöntő zsűrije: Katus Attila személyi edző, Tihanyi Ákos koreográfus, Sarnyai Eszter modell, a műsor készítői és a Magyarország Szépe Kft képviselői, Pantl Péter, a CKM főszerkesztője, Ördög Nóra, a műsor egyik szerkesztője, Klinszky Gábor fotóművész és Náray Tamás divattervező.
Az elődöntők után 24 versenyző jutott a döntőbe. Ők egy többnapos program keretében készültek fel a döntőre. A felkészülés alatt, az ott mutatott teljesítményük alapján 3 versenyző kiesett, így 21-en vettek részt a televíziós döntőben. Április 30-án Bodri Szilvia betegség miatt feladta a versenyt, így 23-an utaztak el a felkészítőtáborba.

#### Különdíjak
A felkészülés során 4 különdíjért versenyeztek a résztvevők. A különdíjak nyertesei automatikusan bekerültek a május 13-ai televíziós döntőbe.
Április 30-án tartották meg az első különdíjért, a Miss Talent címért folytatott vetélkedőt, melynek során a versenyzők különböző műsorszámokat mutattak be. Egy részük táncos produkcióval készült: Zsár Ottília new style táncot mutatott be Mephisto jelmezbe öltözve, Matus Mónika kortárs táncot adott elő, Pocsai Ágota hiphopot táncolt, Kocsis Dorottya cha-cha-cha-zott, Vigh Diána hastáncot mutatott be, Zeller Zita hobbiját, a vívást ötvözte egy modern tánckoreográfiával, Misik Renáta egy celtic soft dance koreográfiát mutatott be, Somogyi Zsófia egy latin táncot. Farkas Gréta és Babinyecz Tímea showtáncolt, Meiczinger Barbara mazsorettezett, Mayor Klára rúdtáncolt.
Többen verset mondtak, vagy mesét adtak elő: Pásztor Krisztina Tatjána levelét olvasta fel Puskin Anyeginjéből, Török Zsanett egy mesét mesélt a szépségről, melynek címe Mese a szeretről, a szépségről és a tükörről. Himer Krisztina és Béres Evelin egy-egy Szabó Lőrinc verset szavalt el. Vida Nikoletta József Attila verset, Farkas Zsuzsa Ady Endre egy művét adta elő, Vizinger Diána egy monológot mondott el.
Kaló Jennifer egy televíziós sorozat, a Szex és New York egyik szereplőjétől, Carrie Bradshaw-tól idézett, Dobó Ágnes pedig egy stand-up comedy műsorszámmal készült.
A Miss Sport vetélkedőt a május 2-án rendezték meg, ahol a versenyzőknek helyből ugrásban, szlalom futásban, négyütemű fekvőtámaszban, guggolásban, könnyített fekvőtámaszban, felülésben és futásban kellett összemérni erejüket. Az egyik versenyszámban az egyik versenyző, Misik Renáta megsérült.
Május 3-án került sor a Miss Charity különdíjért folyó versenyre. Ezen a rendezvényen a versenyzőknek egy-egy általuk kiválasztott jótékony cél mellett kellett kampányolniuk.
Többen választották az egészséges élet propagálását: Kaló Jennifer azt szeretné, ha többet sportolnának az emberek, Babinyecz Tímea egészségkomplexumot építene. Társadalmi problémák ellen is többen kampányoltak: Vizinger Diána egy egészséges és fogyatékos gyerekek által egyaránt látogatható iskolát hozna létre, Dobó Ágnes a szegénység problémáiról beszélt, Vida Nikolett több jogsegély irodát nyitna, Farkas Zsuzsa pedig a munkanélküliség visszaszorításáról beszélt. Mások a szelektív hulladék gyűjtés és a környezetvédelem mellett tették le a voksukat, vagy a negatív diszkrimináció ellen tartottak beszédet.
A Miss Bikini versenyt május 4-én este rendezték meg.
A különdíjak győzteseit május 5-én, egy sajtótájékoztató keretében hirdették ki, miszerint
- Miss Talent: Dobó Ágnes
- Miss Sport: Babinyecz Tímea
- Miss Charity: Vígh Diána
- Miss Bikini: Kaló Jennifer

#### A döntő
A verseny szabályai szerint, bár 24-en jutottak el a felkészítőtáborba, közülük hárman nem vehettek részt a május 13-ai döntőn. A döntőn való részvétel az adott versenyző felkészülés alatt nyújtott teljesítményén múlik.
Bodri Szilvia betegség miatt már korábban feladta a versenyt, így a május 5-én megtartott sajtótájékoztatón két versenyzőt búcsúztattak a szervezők: Zsár Ottíliát és Himer Krisztinát.
Az élőben közvetített döntőben a versenyzők fürdőruhás és estélyi ruhás bemutatót tartottak, valamint a meghívott művészekkel hetes csoportokban 3 zenés-táncos produkciót adtak elő. A produkciók alapján a zsűri 7 versenyzőt juttatott tovább, akik a verseny utolsó fordulójában egy-egy kérdésre válaszoltak.
A verseny győztesének díja 1 millió forint valamint tárgynyeremények.
A versenyt Babinyecz Tímea nyerte, aki a Miss Universe 2010 versenyen fogja képviselni Magyarországot
| Helyszín                   | Időpont         | Résztvevők száma           | Győztes         |
| -------------------------- | --------------- | -------------------------- | --------------- |
| RTL Klub budafoki stúdiója | 2010. május 13. | eredetileg 24, a döntőn 21 | Babinyecz Tímea |

TOP7: Pocsai Ágota (10), Farkas Zsuzsa (3), Misik Renáta (15), Dobó Ágnes (18), Zeller Zita (7) és Kaló Jennifer (21)
Többi versenyző): Béres Evelin (6), Bodri Szilvia, Breusz Ljubov (20), Farkas Gréta (14), Himer Krisztina, Kocsis Dorottya (11), Kövecses Petra (13), Major Klára (16), Matus Mónika (9), Meiczinger Barbara (12), Pásztor Krisztina (19), Somogyi Zsófia (2), Török Zsanett (8), Vida Nikolett (17), Vigh Diána (4), Vizinger Diána (5), Zsár Ottília
Különdíjak
- Miss Talent: Dobó Ágnes
- Miss Sport: Babinyecz Tímea
- Miss Charity: Vígh Diána
- Miss Bikini: Kaló Jennifer
- Közönségdíj:[76][83] Dobó Ágnes

Zsűri: Ebergényi Réka, Gyulai Zoltán, a Magyarország Szépe Kft. ügyvezetője, Gubás Gabi, Kiss-Szigeti László, Keleti Andrea táncos, Freire Szilvia, Miss World Hungary 2008, Nagy Sándor, Vass Virág újságíró, Maráczi Ákos, Klinszky Gábor fotóművész, Pantl Péter, a CKM főszerkesztője,
Fellépő művészek: Csipa, Ádok Zoltán, Nagy Feró és Bebe
Műsorvezetők: Hujber Ferenc és Lilu

#### A világversenyen
Babinyecz Tímea a Miss Universe 2010-es döntőn, augusztus 7-23. között képviselte Magyarországot Las Vegasban, az Egyesült Államokban. A versenyen nem ért el helyezést és különdíjat sem kapott.

### 2011
2011-ben a versenyt a TV2 és a Magyarország Szépe Kft. szervezte meg A Szépségkirálynő – a szépség nyara című műsor keretében. A döntőt élőben közvetítette a TV2 július 14-én.
A 2011. évi versenyre olyan magyar állampolgárságú versenyzők jelentkezését várták, akik 2011. február 28-ig betöltötték 17. évüket, illetve akik eddig az időpontig nem töltötték be 24. évüket. A jelentkezés során kizáró ok, ha a jelölt férjezett, elvált, van gyereke, és ha akt- vagy hasonló jellegű fényképeket készítettek róla és ezek jogait bármely médiának eladta.
A versenyre a május 30-ai határidőig több, mint kétezren küldték el jelentkezésüket. A válogatásra, melyet Budapesten tartottak, a 2000-ből mintegy 600 jelentkezőt hívtak be, akik közül 24-en vehetnek részt a felkészítő táborban.
A cím nyertese a Miss Universe 2011 versenyen fogja képviselni Magyarországot 2011. szeptember 12-én, a brazíliai São Paulóban.

#### A versenyzők
A 24 döntős: Bertók Marianna, Firts Patrícia, Gróf Evelin, Hódi Anikó, Katona Renáta, Konkoly Ágnes, Kovács Döníz, Lipcsei Betta, Lukács Mercédesz, Mészáros Vivien, Mihályi Marianna, Németh Nikolett, Potari Laura, Regős Lili, Ruzsás Bettina, Siha Edina, Szabó Dóra, Száraz (Szentiványi) Szandra, Szunai Linda, Tóth Ildikó, Török Korinna, Vigmán Bernadett, Weisz Fanni, Zsigó Fanni
A döntősök közül hárman már korábban is részt vettek a versenyen: Lukács Mercédesz 2008-ban, Regős Lili 2009-ben és Ruzsás Bettina 2007-ben. Weisz Fanni személyében először jutott be a döntőbe fogyatékkal élő versenyző, mivel Fanni siket. Konkoly Ágnes korábban triatlonban csapatversenyen országos harmadik helyezést ért el, egyéniben tizedik volt. Lipcsei Betta több filmben szerepelt kisebb szerepekben, valamint sportműsort vezetett a Sport TV-n.
Több, korábban döntős versenyző újra indult a rendezvényen (Kocsis Korinna, Wizinger Diána) de ebben az évben nem jutottak be a döntőbe. Korinna esetében a zsűri azt tartotta a legfontosabb ellenérvnek, hogy ő már nyert a versenyen (a Miss Earth Hungary 2009 cím birtokosa).
A verseny ideje alatt az egyik versenyző, Száraz Szandra nevet változtatott, Szárazról Szentiványira, mivel az interneten megjelent egy hasonló nevű aktmodell.
2011. június végén-július elején a Nemzeti Nyomozóiroda nyomozást folytatott egy nő ellen, akit azzal gyanúsítottak, hogy lányokat közvetített ki Dubaiba, akik ott szexuális szolgáltatásokat nyújtottak. A nyomozás során 3, meg nem nevezett versenyző neve is kapcsolatba került az üggyel. A Magyarország Szépe Kft. és a show-műsor producere cáfolták, hogy a versenyzők között lenne olyan, aki prostituáltként dolgozott volna az arab országban.

#### A felkészülés
A döntőre való felkészülés keretében tartották meg a Miss Sport vetélkedőt június 26-án Balatonalmádiban három sportágban: futás, sárkányhajózás és ügyességi vetélkedők. Két versenyzőnek egészségügyi problémákat okozott a vetélkedő: Mészáros Viviennek vérnyomásproblémái voltak, Szunai Lindának a torka vérzett be. Mivel a verseny egyik célja a jótékonykodás, a versenyzők öt, Balatonalmádiban nyaraló hátrányos helyzetű gyereket vittek el sárkányhajózni. A Miss Sport győztesének nevét később hozzák nyilvánosságra.
A versenyzők július 5-én költöztek be a herceghalmi felkészítőtáborba.
Aznap este tartották a Miss Talent versenyt, amelynek során volt aki énekelt, rajzolt, hastáncolt, parodizált, fuvolázott, oroszul mondott verset, nagymamája esküvői ruhájában néptáncolt, vagy bűvésztrükköket mutatott be. Július 6-án a beszédkészségüket vizsgáztatták a Miss Charity versenyen. Egy kétperces előadást kellett tartaniuk egy maguk választotta témában. Témáik között voltak a fiatalkori elhízás, környezetvédelem és a 2010-es ajkai vörösiszap-katasztrófa. Július 7-én került sor a Miss Bikini választásra.
Mind a 4 különdíjért folyó versenyen 5 versenyzőt neveztek meg, akik a legjobbak voltak, közülük kerültek ki a különdíjak győztesei, akik biztosan bekerültek a televíziós döntőbe. A versenyek győzteseit július 8-án hirdették ki.

##### Különdíjak
A különdíjak győztesei, akik biztosan bekerültek a döntőbe:
- Miss Sport: Regős Lili
- Miss Talent: Szabó Dóra
- Miss Charity: Weisz Fanni
- Miss Bikini: Szunai Linda

##### Kieső versenyzők
A felkészülőtáborban nyújtott teljesítményük alapján a 24 versenyzőből csak 20-an jutottak be a döntőbe. A kieső versenyzők: Tóth Ildikó, Török Korinna, Zsigó Fanni és Kovács Döniz.

#### A döntő
A döntőt július 14-én tartották meg. Az élő show ideje alatt a tévécsatornán webkamerás közvetítésben lehetett követni az öltöző eseményeit.
A műsor első részében a versenyzőket egyenként bemutatták, majd fürdőruhában is felvonultak. Ezután kihirdették, hogy a döntőbe jutott 20 versenyző közül melyik az az öt, akik nem jutnak tovább a következő, koktélruhás fordulóba. A 15 továbbjutó a kihirdetés sorrendjében: Gróf Evelin, Vigmann Bernadett, Konkoly Ágnes, Bertók Marianna, Regős Lili, Hódi Anikó, Weisz Fanni, Mészáros Vivien, Szabó Dóra, Siha Edina, Németh Nikolett, Szunai Linda, Katona Renáta, Mihályi Marianna, Lipcsei Betta. A kieső versenyzők: Firts Patrícia, Potári Laura, Szentiványi Szandra, Ruzsás Bettina, Lukács Mercédesz.
Koktélruhás forduló után újabb 5 versenyző kiesett. A legjobb 10-be jutott versenyzők: Szabó Dóra, Katona Renáta, Siha Edina, Lipcsei Betta, Konkoly Ágnes, Weisz Fanni, Szunai Linda, Hódi Anikó, Németh Nikolett, Bertók Mariann. A kieső versenyzők: Regős Lili, Vigmann Bernadett, Mihályi Marianna, Mészáros Vivien és Gróf Evelin.
A 10 legjobb versenyző felvonult estélyi ruhában, majd a végeredmény kihirdetése következett. A közönségdíjat Weisz Fanni nyerte. A verseny második helyezettje, a Miss Universe Hungary cím birtokosa Lipcsei Betta lett, míg a Miss World Hungary címet Szunai Linda, a Miss Earth Hungary címet Szabó Dóra nyerte el.
| Helyszín       | Időpont          | Résztvevők száma           | Győztes       |
| -------------- | ---------------- | -------------------------- | ------------- |
| a TV2 stúdiója | 2011. július 14. | eredetileg 24, a döntőn 20 | Lipcsei Betta |

A a show műsorvezetői Majka és Rákóczi Ferenc.
A döntőn fellépő művészek: SP, Trokán Nóra, Caramel, Király Viktor, Gáspár Laci
A verseny zsűrije: Makány Márta divattervező, Zsidró Tamás mesterfodrász, Michelisz Norbert autóversenyző, Rubint Réka életmódszakértő, Detlef Tursies a Miss Intercontinental tulajdonosa, Gyulai Zoltán a Magyarország Szépe Kft. társtulajdonosa, Simon Zsolt a TV2 vezérigazgatója, Pantl Péter a CKM és Playboy magazin főszerkesztője, Maráczi Ákos üzletember, Dr. László Zsolt plasztikai sebész, Dammak Jázmin a Miss Universe Hungary 2008 győztese, Kasza Tibor zenész, Arik Herman a Caprice ügyvezető igazgatója, Haddaway zenész, Andy Vajna producer, a zsűri elnöke.

##### Nyeremények
A verseny győztesei a Caprice által készített gyémánt ékszereket nyertek másfél, fél- és negyed millió forint értékben, míg az első helyezett egy Peugeot autót is nyert.
A közönségdíjas versenyző a Miss Intercontinental 2011 versenyen való indulás jogát nyerte meg.

#### A világversenyen
Lipcsei Betta a 2011. szeptember 12-én, a brazil São Pauloban tartott Miss Universe 2011 világversenyen nem ért el helyezést és különdíjat sem kapott, bár mindvégig az esélyesek között tartották számon.

### 2012
A 2012-es döntőt június 9-én rendezte meg a TV2 és a Magyarország Szépe Kft. A verseny producere Hajdú Péter. Az előválogatókat Budapesten tartották április végén, a másodikra már csak a legjobb 80 jelentkezőt hívták be.

#### A versenyzők
A versenyre körülbelül ezren jelentkeztek. A zsűri által a döntőbe juttatott 20 versenyző mellett a kiesett jelöltek közül a Facebookon választhattak a nézők egy további döntőst. A szavazatok alapján Mayle Jennifer jutott tovább, de a zsűri és a szervező kft őt kizárta a versenyből arra hivatkozva, hogy nem felel meg a verseny nemzetközi szabályainak a túlsúlya miatt.

#### A döntő
| Helyszín       | Időpont         | Győztes       |
| -------------- | --------------- | ------------- |
| a TV2 stúdiója | 2012. június 9. | Konkoly Ágnes |

#### A világversenyen
A Miss Universe Hungary 2012 cím győztese a Miss Universe 2012 versenyen képviselte Magyarországot, ahol bejutott a legjobb 10 közé, ezzel Magyarország legjobb eredményét érte el a világversenyen.

### 2013
A 2013-as döntőt június 22-én rendezte meg a TV2 és a Magyarország Szépe Kft.

#### A versenyzők
A felkészítőtáborba 20 versenyző jutott be: Jenei Ivett, Kárpáti Rebeka, Gábor Ingrid, Szigethy Anett, Tímár Brigitta, Rákosi Annamária, Barta Zsanett, Czuczai Natália, Van den Bosch Sydney, Vígh Diána, Bányai Sára, Ardelean Laura, Ollé Henriett, Reichenbach Edit, Kocsis Korinna, Szabó Kriszti, Venczlik Ivett, Radnai Eszter, Nagy Apolka, Alexa Krisztina
A televíziós döntőbe 16-an jutottak be, a kieső versenyzők: Venczlik Ivett, Radnai Eszter, Nagy Apolka, Alexa Krisztina

#### A döntő
| Helyszín       | Időpont          | Győztes        |
| -------------- | ---------------- | -------------- |
| a TV2 stúdiója | 2013. június 22. | Kárpáti Rebeka |

Műsorvezetők: Kasza Tibor és Tatár Csilla

#### Különdíjak
- Miss Bikini: Tímár Brigitta
- Miss Talent: Vígh Diána
- Miss Sport: Tímár Brigitta
- Miss Beauty Face: Kocsis Korinna

#### A világversenyen
A Miss Universe Hungary 2013 cím győztese a Miss Universe 2013 versenyen képviseli Magyarországot. A nemzetközi döntőt november 9-én tartják Moszkvában.

## Videók
Hazai döntők
- A Királynő 2008 - fürdőruhás bemutató. [2009. február 21-i dátummal az eredetiből archiválva]. (Hozzáférés: 2009. május 27.)
- A Királynő 2008 - estélyi ruhás bemutató. [2009. február 28-i dátummal az eredetiből archiválva]. (Hozzáférés: 2009. május 27.)
- A Királynő 2008 - TOP5 kihirdetése. [2009. március 12-i dátummal az eredetiből archiválva]. (Hozzáférés: 2009. május 27.)
- A Királynő 2008 - TOP5 bemutatkozása. [2009. február 24-i dátummal az eredetiből archiválva]. (Hozzáférés: 2009. március 29.)
- A Királynő 2008 - eredményhirdetés. [2009. február 23-i dátummal az eredetiből archiválva]. (Hozzáférés: 2009. március 29.)
- A Királynő 2009 - elődöntő. [2009. március 31-i dátummal az eredetiből archiválva]. (Hozzáférés: 2009. március 29.)
- A Királynő 2009 - a 21 döntős és a különdíjak kihirdetése. [2009. május 16-i dátummal az eredetiből archiválva]. (Hozzáférés: 2009. május 13.)
- A Királynő 2009 - fürdőruhás bemutató. [2009. május 26-i dátummal az eredetiből archiválva]. (Hozzáférés: 2009. május 23.)
- A Királynő 2009 - estélyi ruhás bemutató. [2009. május 25-i dátummal az eredetiből archiválva]. (Hozzáférés: 2009. május 23.)
- A Királynő 2009 - TOP7 kihirdetése. [2009. május 25-i dátummal az eredetiből archiválva]. (Hozzáférés: 2009. május 23.)
- A Királynő 2009 - eredményhirdetés. [2009. május 25-i dátummal az eredetiből archiválva]. (Hozzáférés: 2009. május 23.)
- A Királynő 2010 - elődöntő. [2010. május 10-i dátummal az eredetiből archiválva]. (Hozzáférés: 2010. május 6.)
- A Királynő 2010 - Miss Talent és Miss Sport választás, a 21 döntős és a különdíjak kihirdetése. (Hozzáférés: 2010. május 6.)
- A Királynő 2010 - fürdőruhás bemutató. [2010. május 16-i dátummal az eredetiből archiválva]. (Hozzáférés: 2010. május 13.)
- A Királynő 2010 - estélyi ruhás bemutató. [2010. május 16-i dátummal az eredetiből archiválva]. (Hozzáférés: 2010. május 14.)
- A Királynő 2010 - eredményhirdetés. [2010. május 16-i dátummal az eredetiből archiválva]. (Hozzáférés: 2010. május 14.)